# Traducción de El Señor de los Anillos
La traducción de El Señor de los Anillos es un proceso singular y con grandes dificultades específicas. La novela más conocida del escritor británico J. R. R. Tolkien fue publicada entre 1954 y 1955 en su versión original en inglés. Desde entonces se ha traducido, con diversos grados de éxito, en docenas de otros idiomas.
Tolkien introdujo un complejo juego lingüístico en El Señor de los Anillos. Supuestamente la novela es una traducción al inglés moderno del ficticio Libro Rojo de la Frontera del Oeste, originalmente en oestron, la «lengua franca» de la Tierra Media. Además, en ella aparecen nombres propios, topónimos e incluso textos en otros idiomas ficticios. Para algunos de éstos, Tolkien empleó el truco de «representarlos» con un idioma real que guardara una relación filológica con el inglés moderno similar a la que ese idioma representado debiera guardar en la ficción con el oestron. Así, por ejemplo, representó el rohírrico mediante el idioma anglosajón, el kuduk mediante el inglés medio o los «nombres externos» de los enanos mediante el nórdico antiguo. Para otros idiomas ficticios, Tolkien tomó otro camino diferente: los construyó, basándose en filología real, pero completamente nuevos. Los traductores deben imitar la compleja interacción lingüística en el libro. La nomenclatura élfica no ofrece dificultad: debe dejarse tal cual, pues es inventada y tiene su propia filología ficticia. Sin embargo, los nombres propios en oestron (representado por el inglés) o en las otras lenguas relacionadas con él (representadas por otras lenguas germánicas) suponen un dilema serio: si se dejan sin traducir, el lector en la lengua de la traducción perderá parte del entendimiento de la novela, pues el «juego lingüístico» queda sin traducir, pero si se traducen de manera poco cuidadosa, el resultado puede ser burdo o, en el peor de los casos, tergiversar el texto original.
Tolkien, un experto en filología germánica, examinó aquellas traducciones que estaban en preparación mientras aún se encontraba con vida e hizo comentarios que reflejan tanto el proceso de traducción como su obra. Para ayudar a los traductores, y porque no le agradaban algunas decisiones tomadas por los primeros traductores como Åke Ohlmarks, Tolkien escribió su Guía de los nombres en El Señor de los Anillos (1967).

## Primeras traducciones
Las primeras traducciones de El Señor de los Anillos que se prepararon lo fueron al neerlandés (1956-57, Max Schuchart) y al sueco (1959-60, Åke Ohlmarks). Ambos traductores se tomaron considerables libertades con el material, algo ya evidente desde la interpretación del título, In de Ban van de Ring (‘Bajo el hechizo del Anillo’) y Sagan om ringen (‘El relato del anillo’), respectivamente. Traducciones posteriores, a partir de la polaca Władca Pierścieni (en 1960, por Maria Skibniewska) universalmente reproducen el título con traducciones literales, con la excepción de la japonesa 指輪物語 (‘La leyenda del anillo’) y la finlandesa Taru Sormusten Herrasta (‘La leyenda del Señor de los Anillos’).
Tolkien se opuso fuertemente a las decisiones de los traductores, tanto en el caso neerlandés como en el sueco, mientras las traducciones estaban en curso; en particular a la adaptación de los nombres propios. A pesar de una larga correspondencia, Tolkien no tuvo éxito en convencer al traductor al neerlandés de sus objeciones, y el caso sueco le supuso una frustración similar.En cambio halagó a la traductora polaca Maria Skibniewska. Escribe Tolkien, después de discusiones con traductores del sueco y neerlandés "entre los traductores,ya sé entiende hay diversidad y no todos, como aquella señora de Polonia tienen tanta humildad."

### Traducción al neerlandés (Schuchart)
Con respecto a la versión neerlandesa, Tolkien escribió:

En principio me opongo tanto como sea posible a la «traducción» de la nomenclatura en cualquiera forma (incluso por una persona competente). Me pregunto cómo un traductor puede llegar a pensar que tiene el deber o el derecho a hacer tal cosa. Que esto sea un mundo «imaginario» no le da ningún derecho a reestructurarlo como mejor le parezca, incluso si pudiera en pocos meses crear una nueva estructura coherente, lo que a mí me tomó años lograr. [...] Quiero dejar claro que no voy a tolerar ningún ajuste similar con la nomenclatura personal. Tampoco con el nombre/palabra hobbit.
— (3 de julio de 1956, a Rayner Unwin, Cartas, pp. 249-51).

La traducción de Schuchart sigue siendo en 2008 la única traducción autorizada en neerlandés. Sin embargo, hay una traducción no autorizada por E. J. Mensink-van Warmelo, que data de finales de los años 70. En 2003 se empezó una revisión de la traducción de Schuchart, pero la editorial Uitgeverij M decidió no publicar la versión revisada.

### Traducción al sueco (Ohlmarks)
Åke Ohlmarks (1911-1984) fue un prolífico traductor, quien durante su carrera, además de traducir la obra de Tolkien, publicó versiones en sueco de Shakespeare, Dante y el Corán. Su traducción de El Señor de los Anillos, sin embargo, fue intensamente odiada por Tolkien, incluso más que la traducción al neerlandés de Schuchart.
La traducción de Ohlmarks siguió siendo la única disponible en sueco durante cuarenta años y hasta su muerte en 1984, Ohlmarks se mantuvo insensible a las numerosas quejas y solicitudes de revisión de los lectores. Después de la publicación de El Silmarillion en 1977, Christopher Tolkien sólo dio su consentimiento para su traducción al sueco con la condición de que Ohlmarks no tuviera nada que ver con ella. Después de un incendio en su casa en 1982, Ohlmarks incoherentemente acusó a los aficionados de Tolkien de provocar el incendio y posteriormente publicó un libro que conecta a Tolkien con la «magia negra» y el nazismo y describe las Sociedades Tolkien como asociaciones secretas.
Hasta 2005 la traducción de Ohlmarks no ha sido sustituida por una nueva de Erik Andersson con poemas interpretados por Lotta Olsson.

## Guía de los nombres en El Señor de los Anillos
La Guía de los nombres en El Señor de los Anillos es una referencia de la nomenclatura de El Señor de los Anillos compilada por J. R. R. Tolkien de 1966 a 1967, destinada para el provecho de los traductores, especialmente en las traducciones a lenguas germánicas. Las primeras traducciones en sacar provecho a esta guía fueron la danesa (Ida Nyrop Ludvigsen) y la alemana (Margaret Carroux), ambas de 1972.
Frustrado por su experiencia con las traducciones neerlandesa y sueca, Tolkien pidió a Rayner Unwin, su editor:

cuando cualquieras otras traducciones sean negociadas, [...] yo debería ser consultado en una fase temprana. [...] Después de todo, yo no cobro nada y puedo ahorrarle a un traductor una buena cantidad de tiempo y confusión, y si soy consultado en una fase temprana mis comentarios no aparecerán tanto como críticas desagradables.
— (7 de diciembre de 1957 a Rayner Unwin, Cartas, p. 263).

Con vistas a la traducción al danés ya prevista, Tolkien decidió tomar medidas a fin de evitar decepciones similares en el futuro. El 2 de enero de 1967 le escribió a Otto B. Lindhardt, de la editorial danesa Gyldendals Bibliotek:

Por lo que recientemente me he dedicado a realizar y casi he completado, un comentario sobre los nombres en esta historia, con explicaciones y sugerencias para el uso de un traductor, teniendo especialmente en cuenta al danés y al alemán.
— (archivo Tolkien-George Allen & Unwin, HarperCollins, citado desde Hammond y Scull 2005).

Desde 1967 Allen & Unwin envió copias de este «comentario» a los traductores de El Señor de los Anillos. Tras la muerte del autor, el comentario fue publicado por su hijo Christopher como Guía de los nombres en El Señor de los Anillos, incluido en su libro A Tolkien Compass (1975). Recientemente (2005) Hammond y Scull han vuelto a transcibir el manuscrito original de Tolkien, publicándolo ligeramente editado con el título Nomenclatura de El Señor de los Anillos.
Tolkien utiliza en él las abreviaturas «CS» para «lengua común (Common Speech) en el texto original representado por el inglés» y «LT» para la lengua de destino de la traducción (language of translation). Manifiesta que, en caso de duda, un nombre propio no debe ser alterado sino dejado tal y como aparece en el original en inglés: «Todos los nombres, que no se encuentren en la siguiente lista se deberían dejar completamente inalterados en cualquier idioma utilizado en la traducción (LT), con la única excepción de adaptar las flexiones s, es de acuerdo a la gramática de la LT».
Los nombres de forma común inglesa, tales como «Ciénaga de los Muertos» (Dead Marshes en el original), se deberían traducir sin rodeos, mientras que los nombres en élfico se deberían dejar sin cambios. Los casos difíciles son aquellos nombres en los que: «el autor, en calidad de traductor de nombres élficos ya ideados y utilizados en este libro o en otro lugar, se ha esforzado para producir un nombre de CS que sea tanto una traducción como también (para oídos ingleses) un nombre eufónico de un estilo inglés familiar, aun cuando en realidad no se produzca en Inglaterra».
Un ejemplo de tal caso es «Rivendel» (Rivendell en el original), la traducción del sindarin Imladris (‘Cañada de la Grieta’, ‘Glen of the Cleft’), o «Oesternesse» (Westernesse en el original), la traducción de «Númenor». La lista da sugerencias para «palabras viejas, obsolescentes, o dialectales en los idiomas escandinavo y alemán».
Las traducciones danesa (Ludvigsen) y alemana (Carroux) fueron las únicas que se beneficiaron del «comentario» activo de Tolkien, pues fueron publicadas antes de la muerte del autor en 1973. Desde entonces han seguido apareciendo nuevas traducciones en numerosos idiomas.

## Otras traducciones en vida del autor

### Traducción al alemán (Carroux)
Para «Comarca» («Shire» en la versión original), Tolkien aprueba el Gouw de la versión neerlandesa y comenta que el Gau alemán «me parece adecuado en Alemania, a menos que su uso reciente en la reorganización regional de Hitler haya echado a perder esta muy antigua palabra». La traductora alemana, Margaret Carroux, decidió que este era efectivamente el caso y optó por el más artificial Auenland (‘tierra de praderas’) en su lugar. El nombre «Bolsón» («Baggins» en la versión original) se traduce como Beutlin (que contiene la palabra Beutel, que significa ‘bolsa’).
Tolkien consideraba Rivendel como un caso particularmente difícil y recomienda «traducirlo como tuviera mayor sentido o mantenerlo igual dependiendo de que parezca mejor». Carroux (1972) optó por la traducción literal, Bruchtal.
Otro caso difícil es el nombre de Ella-Laraña («Shelob» en la versión original), formado por el pronombre she (‘ella’) más lob, una palabra dialectal para ‘araña’ (según Tolkien, el Oxford English Dictionary solamente menciona su presencia en inglés medio). Tolkien no da ninguna directriz, el tan solo señala que «la versión neerlandesa conserva Shelob, pero la sueca usa la algo débil Honmonstret [‘ella-monstruo’]». Carroux eligió Kankra, una formación femenina artificial del dialectal alemán Kanker (‘Opiliones’, cognado de «cáncer»).
«Elfo» se traduce como Elb, el plural «elfos» como Elben. La elección refleja la sugerencia de Tolkien:

Con respecto al alemán: Yo sugeriría con timidez que Elf, Elfen, tal vez deban ser evitados como equivalentes de «elfo», «elfos». Yo creo que Elf está tomado del inglés y puede que conserve algunos tipos de asociaciones que yo preferiría no estuvieran presentes (si es posible): por ejemplo aquellos de Drayton o de El sueño de una noche de verano [...] Me pregunto si la palabra Alp (o mejor aún la forma Alb, que todavía aparece en diccionarios modernos como una variante, la que es históricamente la forma más normal) no se podría utilizar. Es el verdadero cognado de «elfo» en inglés [...] Los elfos de la «mitología» de El Señor de los Anillos no son realmente asimilables con las tradiciones folclóricas de «hadas», y como ya he dicho (Apéndice F [...]) yo preferiría que se utilizara la forma más antigua del nombre a disposición y dejarlo adquirir sus propias asociaciones para los lectores de mi relato.

El nombre Elb elegido por Carroux en lugar del sugerido Alb es una construcción de Jacob Grimm en su Mitología Teutónica de 1835. Grimm, como Tolkien, señala que el Elf alemán está tomado del inglés, y aboga por el restablecimiento del cognado alemán original, que sobrevivió en el adjetivo elbisch y en nombres compuestos como Elbegast. Grimm también señala que el plural correcto de Elb sería Elbe, pero Carroux no concuerda con esto y utiliza el plural Elben, considerado por Grimm como incorrecto en su Diccionario Alemán (s.v. Alb).

## Traducciones póstumas singulares

### Traducciones diversas al ruso
El interés por El Señor de los Anillos despertó en Rusia poco después de su publicación original en 1955, mucho antes de su primera traducción al ruso. Se llevó a cabo un primer intento de publicación en la década de los 60, pero a fin de cumplir con la censura literaria en la Unión Soviética, la obra fue considerablemente abreviada y transformada. Se observaba peligro ideológico en esta novela por la «alegoría oculta “del conflicto entre el Occidente individualista y el Oriente comunista y totalitario”», mientras que en cambio, irónicamente, las sensibilidades marxistas en Occidente se identificaban con las ideas anti industriales de Tolkien mostradas en la lucha «del comunismo primitivo» de la Comarca contra las fuerzas del mal «del capitalismo tecnocrático».
Las traducciones al ruso de El Señor de los Anillos circulaban como samizdat y fueron publicadas sólo después del colapso de la Unión Soviética, pero entonces en grandes cantidades: no menos de diez traducciones oficiales al ruso aparecieron entre 1990 y 2005. La cantidad de aficionados a Tolkien en Rusia creció rápidamente, en especial durante la década de los 90 en la Universidad Estatal de Moscú. Se encuentran aún en circulación muchas traducciones no oficiales e incompletas. La primera traducción que apareció impresa fue la de Kistyakovski y Muravyov (volumen 1 publicado en 1982).

### Traducciones al hebreo (Livnit y Lottem)
La primera traducción de El Señor de los Anillos al hebreo (שר הטבעות) fue hecha por la miembro del Movimiento Canaanita Ruth Livnit, con la ayuda de Uriel Ofek como traductor de la poesía. La versión de 1977 se consideró un libro único por la clase de hebreo que se utilizó en él, hasta que fue revisado por el Dr. Emanuel Lottem para adaptarlo a la segunda edición en inglés, bajo el nombre de los traductores anteriores, con Lottem simplemente como «el editor».
La diferencia entre las dos versiones es evidente en la traducción de los nombres del libro. «Elfos», por ejemplo, fue traducido por primera vez como «בני לילית» (Bneyi Lilith, es decir, los ‘Hijos de Lilit’), pero en la nueva edición fue transcrito en la forma Elefs que se escribe en yiddish «עלף». El cambio se hizo porque Bneyi Lilith se refiere a Lilit, el personaje folclórico judío derivado de Babilonia, madre de todos los demonios, un nombre inapropiado para los elfos de Tolkien. Puesto que los siete Apéndices completos y parte del Prólogo fueron omitidos en la primera edición, las normas de transcripción de los mismos no se mantuvieron. En la nueva edición el Dr. Lottem tradujo él sólo los Apéndices y transcribió los nombres de acuerdo a las instrucciones contenidas en los  mismos. Además, la antigua traducción se hizo sin ninguna conexión con el resto del contexto mitológico de Tolkien, ni con El Silmarillion ni con El hobbit. Partes de la historia relacionadas con eventos mencionados en los libros anteriores no fueron entendidas y por lo tanto o fueron traducidas incorrectamente o incluso fueron omitidas por completo. También hay inconsistencias importantes en la transcripción o en las repeticiones de texto similar dentro de la historia, especialmente en la poesía.
Aun así, la mayoría de los veteranos aficionados de Tolkien en Israel prefieren la traducción más vieja por su supuestamente mejor hebreo y falsamente alegada «mayor precisión».